# Kosraeanische Sprache
Die Kosraeanische Sprache (kurz Kosraeanisch) manchmal auch Kusaieanisch ist eine Mikronesische Sprache, die in Kosrae, einem Bundesstaat der Föderierten Staaten von Mikronesien, sowie auf den Karolinen und in Nauru gesprochen wird.
Kosraeanisch hat eine Ähnlichkeit von 26 % mit Pohnpeanisch.